# Shongololo Express

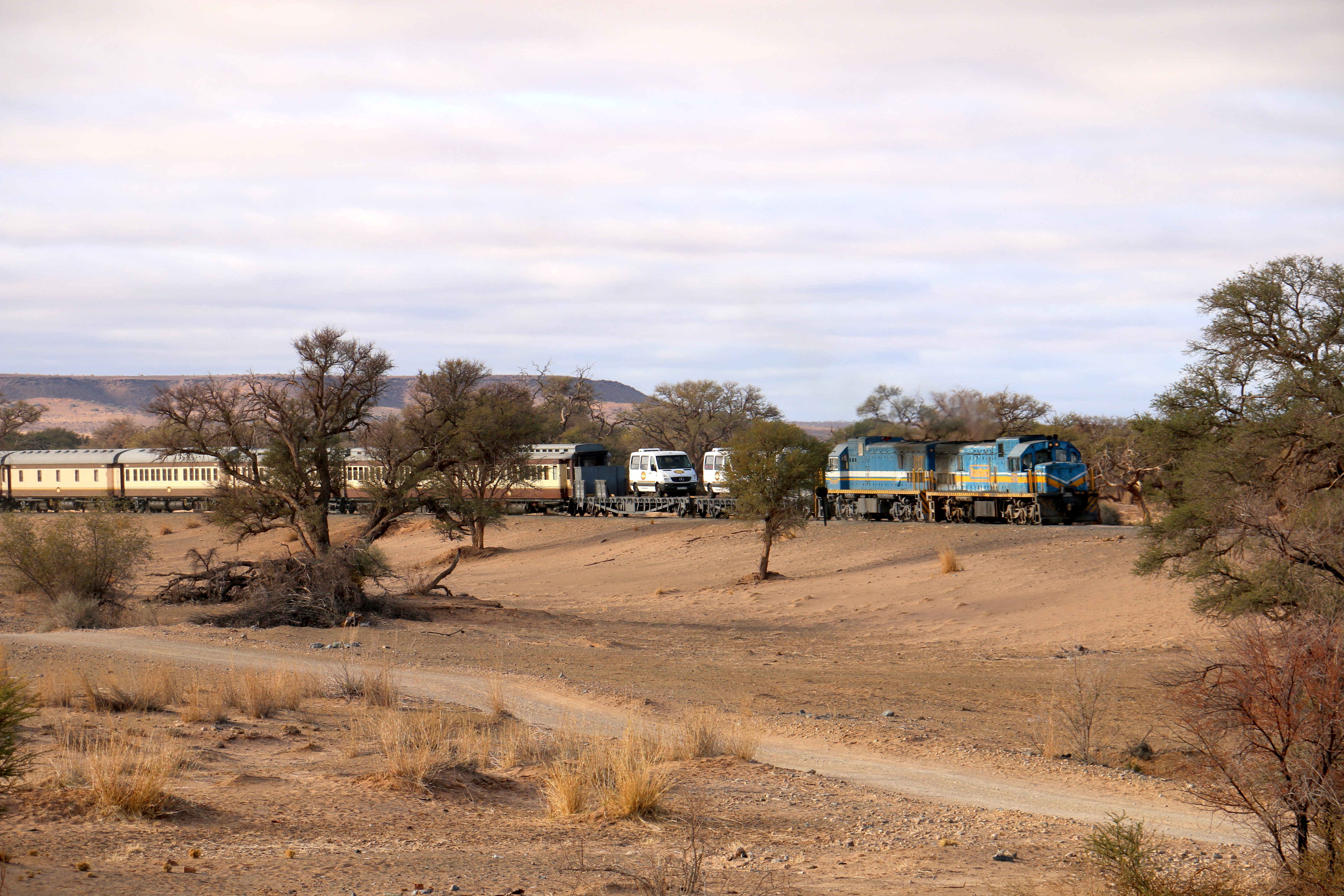
Shongololo Express.

Shongololo Express är ett sydafrikanskt lyxtåg som sedan 1995 har trafikerat linjer i Namibia, Sydafrika, Swaziland och Zimbabwe. 
Tåget byggdes åt Sydafrikas statliga järnvägsbolag och togs i drift år 1952. Det fick namnet shongololo, som på swahili betyder  dubbelfoting. 
Restaurangägaren och entreprenören 
George Milaras omvandlade på 1990-talet en del av bolagets oanvända järnvägsvagnar till Sydafrikas första safarihotell på räls. Tåget förflyttade sig på natten och på dagarna gjordes utflykter med de bussar som följde med på tåget.
År 2016 övertogs Shongololo Express av Rovos Rail som har helrenoverat tåget.